# Carlos Diogo
Carlos Diogo, vollständiger Name Carlos Andrés Diogo Enseñat, (* 18. Juli 1983 in Montevideo) ist ein ehemaliger uruguayischer Fußballspieler, der auch einen italienischen Pass besitzt.

## Karriere

### Verein
Der 1,85 Meter große Mittelfeldspieler Diogo ist der Sohn des Fußballspielers Víctor Diogo. Er begann seine Fußballerkarriere in der Clausura 2002 bei River Plate Montevideo, für den er bis zur Clausura 2003 spielte, 74 Ligaspiele absolvierte und drei Tore schoss. Anschließend wechselte er zu Peñarol Montevideo. Den „Aurinegros“ gehörte er vom Torneo Clasificatorio 2004 bis in die Clausura 2004 an. In letztgenannter Halbserie lief er zwölfmal in der Primera División auf und traf einmal ins gegnerische Tor. Mindestens in der Clausura 2005 stand er sodann in Reihen des argentinischen Vereins River Plate, für den er in diesem Zeitabschnitt elf Erstligaspiele (ein Tor) bestritt. Ab der Saison 2005/06 setzte er seine Karriere in Spanien bei Real Madrid fort. In der Spielzeit 2005/06 wurde er 13-mal (kein Tor) in der Primera División eingesetzt. Von der Saison 2006/07 bis 2010/11 stand er bei Real Saragossa unter Vertrag. Die Einsatzstatistik weist dort sechs Tore und 107 Ligaspiele für ihn aus. Nachdem zunächst eine Rückkehr zu Peñarol im Raum stand, der dortige Trainer Gregorio Pérez aber auf Diogos Dienste verzichtete, unterschrieb er im Januar 2012 einen Vertrag mit einer Laufzeit von sechs Monaten und einer Option auf eine zweijährige Verlängerung beim bulgarischen Klub ZSKA Sofia. Diesen Vertrag kündigte er jedoch schon rund zwei Wochen später am 2. Februar 2012, äußerte den Wunsch, lieber in Brasilien spielen zu wollen und zahlte für die Auflösung des Vertrages einen kleineren Geldbetrag. In der Saison 2012/13 absolvierte er für den spanischen Zweitligisten Huesca 27 Ligaspiele, in denen er drei Treffer erzielte. 2013 schloss er sich dem belgischen Klub KAA Gent an und lief dort in der Spielzeit 2013/14 13-mal in der Pro League auf. Dabei schoss er zwei Tore. Im August 2014 kehrte er zu Real Saragossa zurück. Dort wurde er in der Saison 2014/15 neunmal (kein Tor) in der Liga Adelante und einmal (kein Tor) in der Copa del Rey eingesetzt. Im Januar 2015 verließ er den Klub und beendete seine aktive Karriere.

### Nationalmannschaft
Diogo gehörte 2001 der uruguayischen U-20-Auswahl an, die an der U-20-Südamerikameisterschaft 2001 in Ecuador teilnahm. Dort kam er mindestens bei der 0:1-Niederlage im Gruppenspiel gegen Kolumbien zum Einsatz. Ebenso gehörte er dem uruguayischen Kader bei der U-20-Südamerikameisterschaft 2003 im heimischen Uruguay an. Beim 4:1-Sieg über Peru steuerte er einen Treffer bei. Im U-23-Team Uruguays, der Olympiaauswahl, absolvierte er unter Trainer Juan Ramón Carrasco zwei Länderspiele, als er in der mit 0:3 verlorenen Partie gegen Chiles Auswahl am 7. Januar 2004 und bei der 1:2-Niederlage gegen Paraguay am 15. Januar 2004 im vorolympischen südamerikanischen U-23 Qualifikationsturnier eingesetzt wurde. Ein Tor erzielte er nicht.
Für das uruguayische A-Nationalteam kam er zwischen dem 28. März 2003 und dem 30. Juni 2007 insgesamt 22 Mal zum Einsatz (kein Tor). 2004 und 2007 stand er im Kader Uruguays bei der Copa América.

### Erfolge
- Teilnahme an der Copa América 2004 in Peru mit Uruguay (3 Einsätze/2 Gelbe Karten)
- Argentinischer Meister mit River Plate 2004